# Paula Hitler
Paula Hitler (Fischlham, Áustria, 21 de janeiro de 1896 — Berchtesgaden, Alemanha, 1 de junho de 1960) foi a irmã mais nova de Adolf Hitler e a última criança do casal Alois Hitler e sua terceira e última mulher Klara Pölzl.

## Biografia
Paula nasceu em Hafeld, Áustria e foi a única dos irmãos e irmãs de Adolf Hitler que sobreviveram à infância.
Após a morte da mãe, Hitler concedeu a sua parte da pensão de órfão à irmã. Ela perdeu o contacto com Adolf por muitos anos, incluindo a Primeira Guerra Mundial e o seguimento. Ela disse mais tarde que quando se voltaram a encontrar, na década de 1920, ela ficou surpresa e não o reconhecia sequer, mas ficou encantada quando ele a levou às compras. A partir de 1929 ela só o via uma vez por ano, normalmente em grandes eventos Nazistas. Em 1936, ele pediu-lhe que ela mudasse o nome para Paula Wolf (alcunha de infância de Hitler, que ele tinha usado na década de 1920, incógnito). Adolf ofereceu-lhe apoio financeiro regular desde o início da década de 1930 até à sua morte em 1945.

### Vida após a Segunda Guerra Mundial
Paula trabalhou como secretária num hospital militar até ao fim da Segunda Guerra Mundial. Foi presa pelos Aliados em 1945, foi inquirida e libertada no início do ano seguinte. Ela disse não acreditar que o irmão dela era o responsável pelo Holocausto mas os agentes ignoraram isto considerando que era um ato de lealdade a Hitler. Depois de livre da custódia dos EUA, Paula voltou a Viena onde ela trabalhou em uma loja de artes. Em 1952 ela foi viver em Berchtesgaden, Alemanha, onde levou uma vida em isolamento num apartamento com dois quartos até à sua morte em 1 de Junho de 1960. Paula nunca se casou nem teve filhos. Há algumas evidências de que ela compartilhou com seu irmão fortes convicções nacionalistas, mas não era politicamente ativa. Paula foi sepultada em Berchtesgaden.

## Literatura
- Vermeeren Marc. "De jeugd van Adolf Hitler 1889-1907 en zijn familie en voorouders". Soesterberg, 2007, 420 blz. Uitgeverij Aspekt. ISBN= 978-90-5911-606-1